# Paavo Cajander

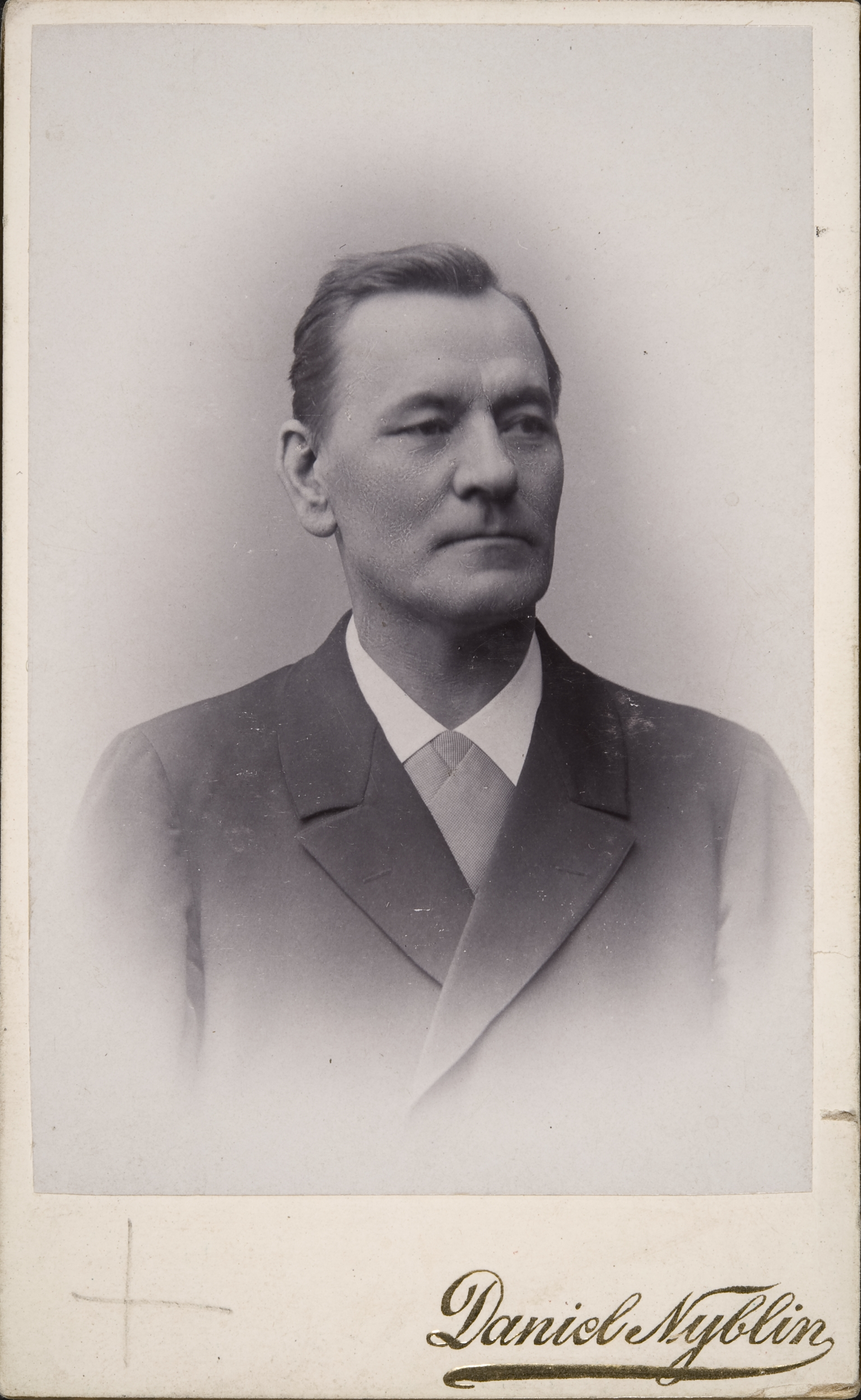
Paavo Cajander (1898)

Paavo (Paul) Emil Cajander (* 24. Dezember 1846 in Hämeenlinna; † 14. Juni 1913 in Helsinki) war ein finnischer Dichter und Übersetzer.

## Leben
Cajander war von 1890 bis 1912 Dozent für Finnische Sprache an der Universität Helsinki. 1907 wurde er zum Ehrendoktor der Universität ernannt.
Bekannt ist Cajander vor allem durch seine finnischen Übersetzungen von William Shakespeares Werken. Auch übersetzte er das Buch Fänrik Ståls sägner des finnischen Nationaldichters Johan Ludvig Runeberg in die finnische Sprache. Dessen erster Vers, Vårt land, wurde von Fredrik Pacius für die Nationalhymne Finnlands vertont. Die von Cajander übersetzte finnische Version der Nationalhymne heißt Maamme.
Paavo Cajanders Grab liegt auf dem Friedhof Hietaniemi in Helsinki.

### Nachschlagewerk
- Cajander, Paul Emil, Artikel in Nordisk familjebok (zweite Aufl., 1905, schwedisch)